# Damernas turnering i volleyboll vid asiatiska spelen 2018
Damernas turnering i volleyboll vid asiatiska spelen 2018 var den artonde upplaga av tävlingen, som organiseras av AVC tillsammans med Asiens olympiska råd. Turneringen hölls 19 augusti till 1 september 2018 i Jakarta, Indonesien. I turneringen deltog elva landslag och Kina vann turnering för åttonde gången genom att besegra Thailand i finalen.

## Laguppställningar
| Kina | Taiwan | Hongkong | Indien |
| --- | --- | --- | --- |
| - Yuan Xinyue - Zhu Ting - Hu Mingyuan - Gong Xiangyu - Zeng Chunlei - Liu Xiaotong - Yao Di - Li Yingying - Diao Linyu - Lin Li - Ding Xia - Yan Ni - Wang Mengjie - Duan Fang | - Lai Xiang-chen - Hsiao Hsiang-ling - Lee Yu - Kuo Ching-yi - Hsieh Yi-chen - Huang Hsin-yu - Chang Li-yun - Chen Hsi - Yang Meng-hua - Lee Tzu-ying - Chen Tzu-ya - Chang Yu-chia - Tseng Wan-ling - Huang Ching-hsuan                                                         | - Thyllis Law - Fung Tsz Yan - Tsang Sze Nga - Chan Eu Eu - Fung Wing Yan - Chim Wing Lam - Yu Ying Chi - Yeung Sau Mei - Pang Wing Lam - Lam Yee Ting - Ho Kin Yiu - Tsui Ka Yee - Helen Ip - Koo Yung Yung                                            | - Priyanka Khedkar - Aswathi Raveendran - Rekha Sreesailam - Anju Balakrishnan - S. Soorya - Jini Kovat Shaji - Ruksana Khatun - Nirmala Madan Lal - Sruthi Murali - Aswani Kandoth - Anusri Ghosh - Anjali Babu - Minimol Abraham - K. P. Anusree |
| Indonesien | Japan | Kazakstan | Filippinerna |
| - Yulis Indahyani - Megawati Hangestri Pertiwi - Berllian Marsheilla - Yolana Bheta Pangestika - Amalia Fajrina Nabila - Amasya Anggraini Manganang - Aprilia Santini Manganang - Nandita Ayu Salsabila - Arsela Nuari Purnama - Tri Retno Mutiara Lutfi - Asih Titi Pangestuti - Hany Budiarti - Wilda Siti Nurfadhilah Sugandi - Novia Andriyanti | - Miyu Nagaoka - Nana Iwasaka - Risa Shinnabe - Erika Shinomiya - Yuki Ishii - Haruyo Shimamura - Koyomi Iwasaki - Yurie Nabeya - Miya Sato - Mai Okumura - Kotoe Inoue - Mako Kobata - Rika Nomoto - Ai Kurogo                                                                  | - Tatyana Fendrikova - Sana Anarkulova - Yekaterina Zhdanova - Natalya Akilova - Inna Yakovleva - Katerina Tatko - Yana Petrenko - Radmila Beresneva - Alessya Safronova - Aliya Batkuldina - Kristina Anikonova - Kristina Belova - Kristina Karapetan | - Alyssa Valdez - Jaja Santiago - Dawn Macandili - Mylene Paat - Mika Reyes - Kim Fajardo - Maika Ortiz - Cha Cruz - Jia Morado - Denden Lazaro - Mary Joy Baron - Kim Kianna Dy - Dindin Santiago - Aby Maraño                                    |
| Sydkorea | Thailand | Vietnam | |
| - Park Eun-jin - Lee Ju-ah - Jung Ho-young - Hwang Min-kyoung - Lee Hyo-hee - Yim Myung-ok - Kim Yeon-koung - Kim Su-ji - Park Jeong-ah - Yang Hyo-jin - Kang So-hwi - Lee Jae-yeong - Lee Da-yeong - Na Hyun-jung | - Piyanut Pannoy - Pornpun Guedpard - Thatdao Nuekjang - Pleumjit Thinkaow - Onuma Sittirak - Hattaya Bamrungsuk - Wilavan Apinyapong - Nootsara Tomkom - Chitaporn Kamlangmak - Malika Kanthong - Pimpichaya Kokram - Ajcharaporn Kongyot - Chatchu-on Moksri - Supattra Pairoj | - Dương Thị Hên - Đặng Thị Kim Thanh - Trần Thị Thanh Thúy - Đinh Thị Trà Giang - Nguyễn Thị Kim Liên - Nguyễn Linh Chi - Đinh Thị Thúy - Nguyễn Thị Trinh - Bùi Thị Ngà - Lê Thanh Thúy - Lưu Thị Huệ - Nguyễn Thu Hoài                                | |

## Resultat
Alla tider är västindonesisk tid (UTC+07:00)

### Förrunda

#### Grupp A
| Pos | Lag          | M | V | F | P  | SV | SF | SK     | BV  | BF  | BK    |
| --- | ------------ | - | - | - | -- | -- | -- | ------ | --- | --- | ----- |
| 1   | Thailand     | 4 | 4 | 0 | 12 | 12 | 1  | 12,000 | 322 | 221 | 1,457 |
| 2   | Japan        | 4 | 3 | 1 | 9  | 9  | 3  | 3,000  | 290 | 197 | 1,472 |
| 3   | Indonesien   | 4 | 2 | 2 | 6  | 7  | 8  | 0,875  | 315 | 328 | 0,960 |
| 4   | Filippinerna | 4 | 1 | 3 | 3  | 4  | 9  | 0,444  | 260 | 310 | 0,839 |
| 5   | Hongkong     | 4 | 0 | 4 | 0  | 1  | 12 | 0,083  | 190 | 321 | 0,592 |

| 19 augusti 2018 12:30 UTC+7 | Filippinerna          | 0–3 | Thailand | GBK Tennis Indoor, Jakarta Publik: 1 500 Domare: Ebrahim Firouzi, Chung Shu-fang Rapport: http://www.ocagames.com/orb/files/4/110/AG2018_OfficialResultBook_Volleyball_v1.0.pdf |
| 19 augusti 2018 12:30 UTC+7 | (22–25, 12–25, 15–25) |     |          | GBK Tennis Indoor, Jakarta Publik: 1 500 Domare: Ebrahim Firouzi, Chung Shu-fang Rapport: http://www.ocagames.com/orb/files/4/110/AG2018_OfficialResultBook_Volleyball_v1.0.pdf |

| 19 augusti 2018 19:00 UTC+7 | Japan                 | 3–0 | Indonesien | GBK Tennis Indoor, Jakarta Publik: 2 000 Domare: Choi Jae-hyo, Ahmed Nasheed Rapport: http://www.ocagames.com/orb/files/4/110/AG2018_OfficialResultBook_Volleyball_v1.0.pdf |
| 19 augusti 2018 19:00 UTC+7 | (25–20, 25–11, 25–19) |     |            | GBK Tennis Indoor, Jakarta Publik: 2 000 Domare: Choi Jae-hyo, Ahmed Nasheed Rapport: http://www.ocagames.com/orb/files/4/110/AG2018_OfficialResultBook_Volleyball_v1.0.pdf |

| 21 augusti 2018 16:30 UTC+7 | Filippinerna          | 0–3 | Japan | Bulungan Sport Hall, Jakarta Publik: 300 Domare: Chung Shu-fang, Nguyễn Quốc Huy Rapport: http://www.ocagames.com/orb/files/4/110/AG2018_OfficialResultBook_Volleyball_v1.0.pdf |
| 21 augusti 2018 16:30 UTC+7 | (12–25, 15–25, 21–25) |     |       | Bulungan Sport Hall, Jakarta Publik: 300 Domare: Chung Shu-fang, Nguyễn Quốc Huy Rapport: http://www.ocagames.com/orb/files/4/110/AG2018_OfficialResultBook_Volleyball_v1.0.pdf |

| 21 augusti 2018 19:00 UTC+7 | Hongkong                     | 1–3 | Indonesien | GBK Tennis Indoor, Jakarta Publik: 2 200 Domare: Dozhan Ulkanov, Nominzul Kyu Rapport: http://www.ocagames.com/orb/files/4/110/AG2018_OfficialResultBook_Volleyball_v1.0.pdf |
| 21 augusti 2018 19:00 UTC+7 | (25–21, 13–25, 18–25, 14–25) |     |            | GBK Tennis Indoor, Jakarta Publik: 2 200 Domare: Dozhan Ulkanov, Nominzul Kyu Rapport: http://www.ocagames.com/orb/files/4/110/AG2018_OfficialResultBook_Volleyball_v1.0.pdf |

| 23 augusti 2018 12:30 UTC+7 | Hongkong              | 0–3 | Filippinerna | Bulungan Sport Hall, Jakarta Publik: 220 Domare: Phyo Thu Aung, Masato Ono Rapport: http://www.ocagames.com/orb/files/4/110/AG2018_OfficialResultBook_Volleyball_v1.0.pdf |
| 23 augusti 2018 12:30 UTC+7 | (18–25, 21–25, 22–25) |     |              | Bulungan Sport Hall, Jakarta Publik: 220 Domare: Phyo Thu Aung, Masato Ono Rapport: http://www.ocagames.com/orb/files/4/110/AG2018_OfficialResultBook_Volleyball_v1.0.pdf |

| 23 augusti 2018 19:00 UTC+7 | Thailand              | 3–0 | Japan | GBK Tennis Indoor, Jakarta Publik: 800 Domare: Dozhan Ulkanov, Choi Jae-hyo Rapport: http://www.ocagames.com/orb/files/4/110/AG2018_OfficialResultBook_Volleyball_v1.0.pdf |
| 23 augusti 2018 19:00 UTC+7 | (25–20, 27–25, 25–20) |     |       | GBK Tennis Indoor, Jakarta Publik: 800 Domare: Dozhan Ulkanov, Choi Jae-hyo Rapport: http://www.ocagames.com/orb/files/4/110/AG2018_OfficialResultBook_Volleyball_v1.0.pdf |

| 25 augusti 2018 16:30 UTC+7 | Thailand             | 3–0 | Hongkong | Bulungan Sport Hall, Jakarta Publik: 700 Domare: Kanagaraj Karibeeran, Dozhan Ulkanov Rapport: http://www.ocagames.com/orb/files/4/110/AG2018_OfficialResultBook_Volleyball_v1.0.pdf |
| 25 augusti 2018 16:30 UTC+7 | (25–6, 25–11, 25–20) |     |          | Bulungan Sport Hall, Jakarta Publik: 700 Domare: Kanagaraj Karibeeran, Dozhan Ulkanov Rapport: http://www.ocagames.com/orb/files/4/110/AG2018_OfficialResultBook_Volleyball_v1.0.pdf |

| 25 augusti 2018 19:00 UTC+7 | Indonesien                   | 3–1 | Filippinerna | GBK Tennis Indoor, Jakarta Publik: 4 000 Domare: Hsu Keng-hao, Wang Jun Rapport: http://www.ocagames.com/orb/files/4/110/AG2018_OfficialResultBook_Volleyball_v1.0.pdf |
| 25 augusti 2018 19:00 UTC+7 | (25–20, 25–20, 24–26, 25–22) |     |              | GBK Tennis Indoor, Jakarta Publik: 4 000 Domare: Hsu Keng-hao, Wang Jun Rapport: http://www.ocagames.com/orb/files/4/110/AG2018_OfficialResultBook_Volleyball_v1.0.pdf |

| 27 augusti 2018 10:00 UTC+7 | Japan               | 3–0 | Hongkong | GBK Tennis Indoor, Jakarta Publik: 400 Domare: Gautam Prasad Lasiwa, Nathanon Sowapark Rapport: http://www.ocagames.com/orb/files/4/110/AG2018_OfficialResultBook_Volleyball_v1.0.pdf |
| 27 augusti 2018 10:00 UTC+7 | (25–4, 25–7, 25–11) |     |          | GBK Tennis Indoor, Jakarta Publik: 400 Domare: Gautam Prasad Lasiwa, Nathanon Sowapark Rapport: http://www.ocagames.com/orb/files/4/110/AG2018_OfficialResultBook_Volleyball_v1.0.pdf |

| 27 augusti 2018 16:30 UTC+7 | Indonesien                   | 1–3 | Thailand | GBK Tennis Indoor, Jakarta Publik: 3 500 Domare: Ebrahim Ali J Mahmoud, Choi Jae-hyo Rapport: http://www.ocagames.com/orb/files/4/110/AG2018_OfficialResultBook_Volleyball_v1.0.pdf |
| 27 augusti 2018 16:30 UTC+7 | (19–25, 25–20, 13–25, 13–25) |     |          | GBK Tennis Indoor, Jakarta Publik: 3 500 Domare: Ebrahim Ali J Mahmoud, Choi Jae-hyo Rapport: http://www.ocagames.com/orb/files/4/110/AG2018_OfficialResultBook_Volleyball_v1.0.pdf |

#### Grupp B
| Pos | Lag       | M | V | F | P  | SV | SF | SK    | BV  | BF  | BK    |
| --- | --------- | - | - | - | -- | -- | -- | ----- | --- | --- | ----- |
| 1   | Kina      | 5 | 5 | 0 | 15 | 15 | 0  | MAX   | 375 | 216 | 1,736 |
| 2   | Sydkorea  | 5 | 4 | 1 | 12 | 12 | 4  | 3,000 | 382 | 299 | 1,278 |
| 3   | Kazakstan | 5 | 2 | 3 | 7  | 9  | 10 | 0,900 | 386 | 406 | 0,951 |
| 4   | Vietnam   | 5 | 2 | 3 | 6  | 8  | 11 | 0,727 | 369 | 406 | 0,909 |
| 5   | Taiwan    | 5 | 2 | 3 | 4  | 7  | 13 | 0,538 | 370 | 441 | 0,839 |
| 6   | Indien    | 5 | 0 | 5 | 1  | 2  | 15 | 0,133 | 292 | 406 | 0,719 |

| 19 augusti 2018 10:00 UTC+7 | Kina                  | 3–0 | Vietnam | GBK Tennis Indoor, Jakarta Publik: 300 Domare: Leung Yin-yan, Jocelyn del Rosario Rapport: http://www.ocagames.com/orb/files/4/110/AG2018_OfficialResultBook_Volleyball_v1.0.pdf |
| 19 augusti 2018 10:00 UTC+7 | (25–11, 25–15, 25–13) |     |         | GBK Tennis Indoor, Jakarta Publik: 300 Domare: Leung Yin-yan, Jocelyn del Rosario Rapport: http://www.ocagames.com/orb/files/4/110/AG2018_OfficialResultBook_Volleyball_v1.0.pdf |

| 19 augusti 2018 16:30 UTC+7 | Kinesiska Taipei             | 1–3 | Kazakstan | GBK Tennis Indoor, Jakarta Publik: 1 000 Domare: Agung Purwantoro, Cedric Chung Sze-lai Rapport: http://www.ocagames.com/orb/files/4/110/AG2018_OfficialResultBook_Volleyball_v1.0.pdf |
| 19 augusti 2018 16:30 UTC+7 | (15–25, 10–25, 25–20, 20–25) |     |           | GBK Tennis Indoor, Jakarta Publik: 1 000 Domare: Agung Purwantoro, Cedric Chung Sze-lai Rapport: http://www.ocagames.com/orb/files/4/110/AG2018_OfficialResultBook_Volleyball_v1.0.pdf |

| 19 augusti 2018 16:30 UTC+7 | Sydkorea              | 3–0 | Indien | Bulungan Sport Hall, Jakarta Publik: 150 Domare: Komsun Gettaworn, Meylani Mamangkey Rapport: http://www.ocagames.com/orb/files/4/110/AG2018_OfficialResultBook_Volleyball_v1.0.pdf |
| 19 augusti 2018 16:30 UTC+7 | (25–17, 25–11, 25–13) |     |        | Bulungan Sport Hall, Jakarta Publik: 150 Domare: Komsun Gettaworn, Meylani Mamangkey Rapport: http://www.ocagames.com/orb/files/4/110/AG2018_OfficialResultBook_Volleyball_v1.0.pdf |

| 21 augusti 2018 10:00 UTC+7 | Indien                | 0–3 | Vietnam | GBK Tennis Indoor, Jakarta Publik: 800 Domare: Joseph Gerard, Phyo Thu Aung Rapport: http://www.ocagames.com/orb/files/4/110/AG2018_OfficialResultBook_Volleyball_v1.0.pdf |
| 21 augusti 2018 10:00 UTC+7 | (18–25, 22–25, 13–25) |     |         | GBK Tennis Indoor, Jakarta Publik: 800 Domare: Joseph Gerard, Phyo Thu Aung Rapport: http://www.ocagames.com/orb/files/4/110/AG2018_OfficialResultBook_Volleyball_v1.0.pdf |

| 21 augusti 2018 12:30 UTC+7 | Sydkorea                    | 3–1 | Kazakstan | GBK Tennis Indoor, Jakarta Publik: 1 000 Domare: Keiko Tanemoto, Leung Yin-yan Rapport: http://www.ocagames.com/orb/files/4/110/AG2018_OfficialResultBook_Volleyball_v1.0.pdf |
| 21 augusti 2018 12:30 UTC+7 | (25–9, 25–14, 28–30, 25–20) |     |           | GBK Tennis Indoor, Jakarta Publik: 1 000 Domare: Keiko Tanemoto, Leung Yin-yan Rapport: http://www.ocagames.com/orb/files/4/110/AG2018_OfficialResultBook_Volleyball_v1.0.pdf |

| 21 augusti 2018 16:30 UTC+7 | Kina                  | 3–0 | Taiwan | GBK Tennis Indoor, Jakarta Publik: 1 000 Domare: Cedric Chung Sze-lai, Masato Ono Rapport: http://www.ocagames.com/orb/files/4/110/AG2018_OfficialResultBook_Volleyball_v1.0.pdf |
| 21 augusti 2018 16:30 UTC+7 | (25–10, 25–14, 25–14) |     |        | GBK Tennis Indoor, Jakarta Publik: 1 000 Domare: Cedric Chung Sze-lai, Masato Ono Rapport: http://www.ocagames.com/orb/files/4/110/AG2018_OfficialResultBook_Volleyball_v1.0.pdf |

| 23 augusti 2018 10:00 UTC+7 | Kazakstan            | 3–0 | Indien | GBK Tennis Indoor, Jakarta Publik: 300 Domare: Leung Yin-yan, Agung Purwantoro Rapport: http://www.ocagames.com/orb/files/4/110/AG2018_OfficialResultBook_Volleyball_v1.0.pdf |
| 23 augusti 2018 10:00 UTC+7 | (25–8, 25–19, 25–23) |     |        | GBK Tennis Indoor, Jakarta Publik: 300 Domare: Leung Yin-yan, Agung Purwantoro Rapport: http://www.ocagames.com/orb/files/4/110/AG2018_OfficialResultBook_Volleyball_v1.0.pdf |

| 23 augusti 2018 12:30 UTC+7 | Vietnam                             | 2–3 | Taiwan | GBK Tennis Indoor, Jakarta Publik: 700 Domare: Jocelyn del Rosario, Keiko Tanemoto Rapport: http://www.ocagames.com/orb/files/4/110/AG2018_OfficialResultBook_Volleyball_v1.0.pdf |
| 23 augusti 2018 12:30 UTC+7 | (13–25, 25–19, 19–25, 25–16, 11–15) |     |        | GBK Tennis Indoor, Jakarta Publik: 700 Domare: Jocelyn del Rosario, Keiko Tanemoto Rapport: http://www.ocagames.com/orb/files/4/110/AG2018_OfficialResultBook_Volleyball_v1.0.pdf |

| 23 augusti 2018 16:30 UTC+7 | Sydkorea              | 0–3 | Kina | GBK Tennis Indoor, Jakarta Publik: 2 000 Domare: Cedric Chung Sze-lai, Aidos Akhmetov Rapport: http://www.ocagames.com/orb/files/4/110/AG2018_OfficialResultBook_Volleyball_v1.0.pdf |
| 23 augusti 2018 16:30 UTC+7 | (21–25, 16–25, 16–25) |     |      | GBK Tennis Indoor, Jakarta Publik: 2 000 Domare: Cedric Chung Sze-lai, Aidos Akhmetov Rapport: http://www.ocagames.com/orb/files/4/110/AG2018_OfficialResultBook_Volleyball_v1.0.pdf |

| 25 augusti 2018 12:30 UTC+7 | Vietnam               | 0–3 | Sydkorea | GBK Tennis Indoor, Jakarta Publik: 1 000 Domare: Leung Yin-yan, Phyo Thu Aung Rapport: http://www.ocagames.com/orb/files/4/110/AG2018_OfficialResultBook_Volleyball_v1.0.pdf |
| 25 augusti 2018 12:30 UTC+7 | (20–25, 15–25, 19–25) |     |          | GBK Tennis Indoor, Jakarta Publik: 1 000 Domare: Leung Yin-yan, Phyo Thu Aung Rapport: http://www.ocagames.com/orb/files/4/110/AG2018_OfficialResultBook_Volleyball_v1.0.pdf |

| 25 augusti 2018 16:30 UTC+7 | Kazakstan             | 0–3 | Kina | GBK Tennis Indoor, Jakarta Publik: 2 500 Domare: Nguyễn Viết Hòa, Keiko Tanemoto Rapport: http://www.ocagames.com/orb/files/4/110/AG2018_OfficialResultBook_Volleyball_v1.0.pdf |
| 25 augusti 2018 16:30 UTC+7 | (14–25, 15–25, 11–25) |     |      | GBK Tennis Indoor, Jakarta Publik: 2 500 Domare: Nguyễn Viết Hòa, Keiko Tanemoto Rapport: http://www.ocagames.com/orb/files/4/110/AG2018_OfficialResultBook_Volleyball_v1.0.pdf |

| 25 augusti 2018 19:00 UTC+7 | Indien                              | 2–3 | Taiwan | Bulungan Sport Hall, Jakarta Publik: 500 Domare: Nominzul Kyu, Jocelyn del Rosario Rapport: http://www.ocagames.com/orb/files/4/110/AG2018_OfficialResultBook_Volleyball_v1.0.pdf |
| 25 augusti 2018 19:00 UTC+7 | (25–23, 21–25, 25–18, 18–25, 13–15) |     |        | Bulungan Sport Hall, Jakarta Publik: 500 Domare: Nominzul Kyu, Jocelyn del Rosario Rapport: http://www.ocagames.com/orb/files/4/110/AG2018_OfficialResultBook_Volleyball_v1.0.pdf |

| 27 augusti 2018 12:30 UTC+7 | Kina                 | 3–0 | Indien | GBK Tennis Indoor, Jakarta Publik: 700 Domare: Meylani Mamangkey, Ubaid Ullah Shah Rapport: http://www.ocagames.com/orb/files/4/110/AG2018_OfficialResultBook_Volleyball_v1.0.pdf |
| 27 augusti 2018 12:30 UTC+7 | (25–18, 25–19, 25–9) |     |        | GBK Tennis Indoor, Jakarta Publik: 700 Domare: Meylani Mamangkey, Ubaid Ullah Shah Rapport: http://www.ocagames.com/orb/files/4/110/AG2018_OfficialResultBook_Volleyball_v1.0.pdf |

| 27 augusti 2018 16:30 UTC+7 | Kazakstan                          | 2–3 | Vietnam | Bulungan Sport Hall, Jakarta Publik: 500 Domare: Keiko Tanemoto, Phyo Thu Aung Rapport: http://www.ocagames.com/orb/files/4/110/AG2018_OfficialResultBook_Volleyball_v1.0.pdf |
| 27 augusti 2018 16:30 UTC+7 | (25–20, 25–19, 27–29, 19–25, 7–15) |     |         | Bulungan Sport Hall, Jakarta Publik: 500 Domare: Keiko Tanemoto, Phyo Thu Aung Rapport: http://www.ocagames.com/orb/files/4/110/AG2018_OfficialResultBook_Volleyball_v1.0.pdf |

| 27 augusti 2018 19:00 UTC+7 | Kinesiska Taipei     | 0–3 | Sydkorea | GBK Tennis Indoor, Jakarta Publik: 1 000 Domare: Jocelyn del Rosario, Masato Ono Rapport: http://www.ocagames.com/orb/files/4/110/AG2018_OfficialResultBook_Volleyball_v1.0.pdf |
| 27 augusti 2018 19:00 UTC+7 | (24–26, 9–25, 23–25) |     |          | GBK Tennis Indoor, Jakarta Publik: 1 000 Domare: Jocelyn del Rosario, Masato Ono Rapport: http://www.ocagames.com/orb/files/4/110/AG2018_OfficialResultBook_Volleyball_v1.0.pdf |

### Spel om plats 9-11
|  | Matcher om plats 9-11 | Matcher om plats 9-11 |            |   | Spel om plats 9-10 | Spel om plats 9-10 |
|  |                       |                       |            |   |                    |                    |
|  |                       |                       |            |   |                    |                    |
|  |                       |                       |            |   |                    |                    |
|  |                       |                       |            |   |                    |                    |
|  | 31 augusti            |                       |            |   |                    |                    |
|  |                       |                       |            |   |                    |                    |
|  | Taiwan                | 3                     |            |   |                    |                    |
|  | Taiwan                | 3                     | 29 augusti |   |                    |                    |
|  |                       |                       | Indien     | 0 |                    |                    |
|  | Hongkong              | 0                     | Indien     | 0 |                    |                    |
|  | Hongkong              | 0                     |            |   |                    |                    |
|  | Indien                | 3                     |            |   |                    |                    |
|  | Indien                | 3                     |            |   |                    |                    |

#### Matcher om plats 9-11
| 29 augusti 2018 16:30 UTC+7 | Hongkong              | 0–3 | Indien | Bulungan Sport Hall, Jakarta Publik: 350 Domare: Ahmed Nasheed, Meylani Mamangkey Rapport: http://www.ocagames.com/orb/files/4/110/AG2018_OfficialResultBook_Volleyball_v1.0.pdf |
| 29 augusti 2018 16:30 UTC+7 | (18–25, 16–25, 13–25) |     |        | Bulungan Sport Hall, Jakarta Publik: 350 Domare: Ahmed Nasheed, Meylani Mamangkey Rapport: http://www.ocagames.com/orb/files/4/110/AG2018_OfficialResultBook_Volleyball_v1.0.pdf |

#### Spel om plats 9-10
| 31 augusti 2018 09:00 UTC+7 | Kinesiska Taipei      | 3–0 | Indien | Bulungan Sport Hall, Jakarta Publik: 300 Domare: Wang Jun, Jocelyn del Rosario Rapport: http://www.ocagames.com/orb/files/4/110/AG2018_OfficialResultBook_Volleyball_v1.0.pdf |
| 31 augusti 2018 09:00 UTC+7 | (25–21, 25–16, 25–15) |     |        | Bulungan Sport Hall, Jakarta Publik: 300 Domare: Wang Jun, Jocelyn del Rosario Rapport: http://www.ocagames.com/orb/files/4/110/AG2018_OfficialResultBook_Volleyball_v1.0.pdf |

### Final round
|  | Kvartsfinaler | Kvartsfinaler |             |   | Semifinaler         | Semifinaler         |  |  | Final | Final |
|  |               |               |             |   |                     |                     |  |  |       |       |
|  | 29 augusti    |               |             |   |                     |                     |  |  |       |       |
|  |               |               |             |   |                     |                     |  |  |       |       |
|  | Thailand      | 3             |             |   |                     |                     |  |  |       |       |
|  | Thailand      | 3             | 31 augusti  |   |                     |                     |  |  |       |       |
|  | Vietnam       | 0             |             |   |                     |                     |  |  |       |       |
|  | Vietnam       | 0             | Thailand    | 3 |                     |                     |  |  |       |       |
|  | 29 augusti    |               | Thailand    | 3 |                     |                     |  |  |       |       |
|  |               | Sydkorea      | 1           |   |                     |                     |  |  |       |       |
|  | Indonesien    | Sydkorea      | 1           | 0 |                     |                     |  |  |       |       |
|  | Indonesien    |               | 1 september | 0 |                     |                     |  |  |       |       |
|  | Sydkorea      | 3             |             |   |                     |                     |  |  |       |       |
|  | Sydkorea      | 3             | Thailand    | 0 |                     |                     |  |  |       |       |
|  | 29 augusti    |               | Thailand    | 0 |                     |                     |  |  |       |       |
|  |               | Kina          | 3           |   |                     |                     |  |  |       |       |
|  | Filippinerna  | Kina          | 3           | 0 |                     |                     |  |  |       |       |
|  | Filippinerna  | 31 augusti    |             | 0 |                     |                     |  |  |       |       |
|  | Kina          | 3             |             |   |                     |                     |  |  |       |       |
|  | Kina          | 3             | Kina        | 3 |                     |                     |  |  |       |       |
|  | 29 augusti    |               | Kina        | 3 |                     |                     |  |  |       |       |
|  |               | Japan         | 0           |   | Match om tredjepris | Match om tredjepris |  |  |       |       |
|  | Japan         | Japan         | 0           | 3 | Match om tredjepris | Match om tredjepris |  |  |       |       |
|  | Japan         |               | 1 september | 3 |                     |                     |  |  |       |       |
|  | Kazakstan     | 0             |             |   |                     |                     |  |  |       |       |
|  | Kazakstan     | 0             | Sydkorea    | 3 |                     |                     |  |  |       |       |
|  |               |               |             |   |                     |                     |  |  |       |       |
|  | Japan         | 1             |             |   |                     |                     |  |  |       |       |
|  | Japan         | 1             |             |   |                     |                     |  |  |       |       |

|  | Matcher om plats 5-8 | Matcher om plats 5-8 |                   |   | Spel om plats 5-6 | Spel om plats 5-6 |
|  |                      |                      |                   |   |                   |                   |
|  | 31 augusti           |                      |                   |   |                   |                   |
|  |                      |                      |                   |   |                   |                   |
|  | Vietnam              | 3                    |                   |   |                   |                   |
|  | Vietnam              | 3                    | 1 september       |   |                   |                   |
|  | Indonesien           | 1                    |                   |   |                   |                   |
|  | Indonesien           | 1                    | Vietnam           | 1 |                   |                   |
|  | 31 augusti           |                      | Vietnam           | 1 |                   |                   |
|  |                      | Kazakstan            | 3                 |   |                   |                   |
|  | Filippinerna         | Kazakstan            | 3                 | 2 |                   |                   |
|  | Filippinerna         |                      |                   | 2 |                   |                   |
|  | Kazakstan            | 3                    |                   |   |                   |                   |
|  | Kazakstan            | 3                    | Spel om plats 7-8 |   |                   |                   |
|  |                      |                      |                   |   |                   |                   |
|  | 1 september          |                      |                   |   |                   |                   |
|  |                      |                      |                   |   |                   |                   |
|  | Indonesien           | 3                    |                   |   |                   |                   |
|  | Indonesien           | 3                    |                   |   |                   |                   |
|  | Filippinerna         | 1                    |                   |   |                   |                   |

#### Kvartsfinaler
| 29 augusti 2018 10:00 UTC+7 | Thailand              | 3–0 | Vietnam | GBK Tennis Indoor, Jakarta Publik: 1 350 Domare: Leung Yin-yan, Wang Jun Rapport: http://www.ocagames.com/orb/files/4/110/AG2018_OfficialResultBook_Volleyball_v1.0.pdf |
| 29 augusti 2018 10:00 UTC+7 | (25–23, 25–16, 25–20) |     |         | GBK Tennis Indoor, Jakarta Publik: 1 350 Domare: Leung Yin-yan, Wang Jun Rapport: http://www.ocagames.com/orb/files/4/110/AG2018_OfficialResultBook_Volleyball_v1.0.pdf |

| 29 augusti 2018 12:30 UTC+7 | Japan                 | 3–0 | Kazakstan | GBK Tennis Indoor, Jakarta Publik: 1 700 Domare: Ebrahim Ali J Mahmoud, Chung Shu-fang Rapport: http://www.ocagames.com/orb/files/4/110/AG2018_OfficialResultBook_Volleyball_v1.0.pdf |
| 29 augusti 2018 12:30 UTC+7 | (25–16, 25–18, 25–21) |     |           | GBK Tennis Indoor, Jakarta Publik: 1 700 Domare: Ebrahim Ali J Mahmoud, Chung Shu-fang Rapport: http://www.ocagames.com/orb/files/4/110/AG2018_OfficialResultBook_Volleyball_v1.0.pdf |

| 29 augusti 2018 16:30 UTC+7 | Indonesien            | 0–3 | Sydkorea | GBK Tennis Indoor, Jakarta Publik: 3 900 Domare: Hsu Keng-hao, Khaled Al-Zughaibi Rapport: http://www.ocagames.com/orb/files/4/110/AG2018_OfficialResultBook_Volleyball_v1.0.pdf |
| 29 augusti 2018 16:30 UTC+7 | (22–25, 13–25, 18–25) |     |          | GBK Tennis Indoor, Jakarta Publik: 3 900 Domare: Hsu Keng-hao, Khaled Al-Zughaibi Rapport: http://www.ocagames.com/orb/files/4/110/AG2018_OfficialResultBook_Volleyball_v1.0.pdf |

| 29 augusti 2018 19:00 UTC+7 | Filippinerna        | 0–3 | Kina | GBK Tennis Indoor, Jakarta Publik: 2 500 Domare: Keiko Tanemoto, Dozhan Ulkanov Rapport: http://www.ocagames.com/orb/files/4/110/AG2018_OfficialResultBook_Volleyball_v1.0.pdf |
| 29 augusti 2018 19:00 UTC+7 | (15–25, 9–25, 7–25) |     |      | GBK Tennis Indoor, Jakarta Publik: 2 500 Domare: Keiko Tanemoto, Dozhan Ulkanov Rapport: http://www.ocagames.com/orb/files/4/110/AG2018_OfficialResultBook_Volleyball_v1.0.pdf |

#### Matcher om plats 5-8
| 31 augusti 2018 09:00 UTC+7 | Vietnam                      | 3–1 | Indonesien | GBK Tennis Indoor, Jakarta Publik: 2 500 Domare: Chung Shu-fang, Komsun Gettaworn Rapport: http://www.ocagames.com/orb/files/4/110/AG2018_OfficialResultBook_Volleyball_v1.0.pdf |
| 31 augusti 2018 09:00 UTC+7 | (29–27, 18–25, 25–22, 25–22) |     |            | GBK Tennis Indoor, Jakarta Publik: 2 500 Domare: Chung Shu-fang, Komsun Gettaworn Rapport: http://www.ocagames.com/orb/files/4/110/AG2018_OfficialResultBook_Volleyball_v1.0.pdf |

| 31 augusti 2018 14:30 UTC+7 | Filippinerna                        | 2–3 | Kazakstan | GBK Tennis Indoor, Jakarta Publik: 1 600 Domare: Keiko Tanemoto, Choi Jae-hyo Rapport: http://www.ocagames.com/orb/files/4/110/AG2018_OfficialResultBook_Volleyball_v1.0.pdf |
| 31 augusti 2018 14:30 UTC+7 | (11–25, 25–22, 15–25, 25–19, 14–16) |     |           | GBK Tennis Indoor, Jakarta Publik: 1 600 Domare: Keiko Tanemoto, Choi Jae-hyo Rapport: http://www.ocagames.com/orb/files/4/110/AG2018_OfficialResultBook_Volleyball_v1.0.pdf |

#### Semifinaler
| 31 augusti 2018 17:00 UTC+7 | Thailand                     | 3–1 | Sydkorea | GBK Tennis Indoor, Jakarta Publik: 3 000 Domare: Ebrahim Firouzi (IRI), Leung Yin-yan (HKG) Rapport: http://www.ocagames.com/orb/files/4/110/AG2018_OfficialResultBook_Volleyball_v1.0.pdf |
| 31 augusti 2018 17:00 UTC+7 | (25–15, 25–20, 20–25, 25–22) |     |          | GBK Tennis Indoor, Jakarta Publik: 3 000 Domare: Ebrahim Firouzi (IRI), Leung Yin-yan (HKG) Rapport: http://www.ocagames.com/orb/files/4/110/AG2018_OfficialResultBook_Volleyball_v1.0.pdf |

| 31 augusti 2018 19:30 UTC+7 | Kina                  | 3–0 | Japan | GBK Tennis Indoor, Jakarta Publik: 2 700 Domare: Ebrahim Ali J Mahmoud, Dozhan Ulkanov Rapport: http://www.ocagames.com/orb/files/4/110/AG2018_OfficialResultBook_Volleyball_v1.0.pdf |
| 31 augusti 2018 19:30 UTC+7 | (25–22, 25–10, 25–20) |     |       | GBK Tennis Indoor, Jakarta Publik: 2 700 Domare: Ebrahim Ali J Mahmoud, Dozhan Ulkanov Rapport: http://www.ocagames.com/orb/files/4/110/AG2018_OfficialResultBook_Volleyball_v1.0.pdf |

#### Spel om plats 7-8
| 1 september 2018 10:00 UTC+7 | Indonesien                   | 3–1 | Filippinerna | Bulungan Sport Hall, Jakarta Publik: 650 Domare: Komsun Gettaworn, Aidos Akhmetov Rapport: http://www.ocagames.com/orb/files/4/110/AG2018_OfficialResultBook_Volleyball_v1.0.pdf |
| 1 september 2018 10:00 UTC+7 | (25–17, 23–25, 25–19, 25–20) |     |              | Bulungan Sport Hall, Jakarta Publik: 650 Domare: Komsun Gettaworn, Aidos Akhmetov Rapport: http://www.ocagames.com/orb/files/4/110/AG2018_OfficialResultBook_Volleyball_v1.0.pdf |

#### Spel om plats 5-6
| 1 september 2018 12:30 UTC+7 | Vietnam                      | 1–3 | Kazakstan | Bulungan Sport Hall, Jakarta Publik: 250 Domare: Hsu Keng-hao, Choi Jae-hyo Rapport: http://www.ocagames.com/orb/files/4/110/AG2018_OfficialResultBook_Volleyball_v1.0.pdf |
| 1 september 2018 12:30 UTC+7 | (18–25, 25–22, 22–25, 24–26) |     |           | Bulungan Sport Hall, Jakarta Publik: 250 Domare: Hsu Keng-hao, Choi Jae-hyo Rapport: http://www.ocagames.com/orb/files/4/110/AG2018_OfficialResultBook_Volleyball_v1.0.pdf |

#### Match om tredjepris
| 1 september 2018 12:30 UTC+7 | Sydkorea                     | 3–1 | Japan | GBK Tennis Indoor, Jakarta Publik: 3 000 Domare: Leung Yin-yan, Jocelyn del Rosario Rapport: http://www.ocagames.com/orb/files/4/110/AG2018_OfficialResultBook_Volleyball_v1.0.pdf |
| 1 september 2018 12:30 UTC+7 | (25–18, 21–25, 25–15, 27–25) |     |       | GBK Tennis Indoor, Jakarta Publik: 3 000 Domare: Leung Yin-yan, Jocelyn del Rosario Rapport: http://www.ocagames.com/orb/files/4/110/AG2018_OfficialResultBook_Volleyball_v1.0.pdf |

#### Final
| 1 september 2018 16:30 UTC+7 | Thailand              | 0–3 | Kina | GBK Tennis Indoor, Jakarta Publik: 5 000 Domare: Khaled Al-Zughaibi, Agung Purwantoro Rapport: http://www.ocagames.com/orb/files/4/110/AG2018_OfficialResultBook_Volleyball_v1.0.pdf |
| 1 september 2018 16:30 UTC+7 | (19–25, 17–25, 13–25) |     |      | GBK Tennis Indoor, Jakarta Publik: 5 000 Domare: Khaled Al-Zughaibi, Agung Purwantoro Rapport: http://www.ocagames.com/orb/files/4/110/AG2018_OfficialResultBook_Volleyball_v1.0.pdf |

## Slutplaceringar
| Rank | Lag          | S | V | F |
| ---- | ------------ | - | - | - |
| 1    | Kina         | 8 | 8 | 0 |
| 2    | Thailand     | 7 | 6 | 1 |
| 3    | Sydkorea     | 8 | 6 | 2 |
| 4    | Japan        | 7 | 4 | 3 |
| 5    | Kazakstan    | 8 | 4 | 4 |
| 6    | Vietnam      | 8 | 3 | 5 |
| 7    | Indonesien   | 7 | 3 | 4 |
| 8    | Filippinerna | 7 | 1 | 6 |
| 9    | Taiwan       | 6 | 3 | 3 |
| 10   | Indien       | 7 | 1 | 6 |
| 11   | Hongkong     | 5 | 0 | 5 |